# Tribe Gaming
Tribe Gaming is een Amerikaans e-sportbedrijf. Het in 2017 door youtubers Chief Pat (pseudoniem van Patrick Carney) en DonJon (pseudoniem van Jonathan Sakoucky) opgerichte bedrijf richt zich voornamelijk op de mobiele telefoon en doet onder andere mee aan de competities van Clash Royale, Clash of Clans en Brawl Stars. Ze hebben ook een YouTube-kanaal met enkele bekende creators als BenTimm1, SpenLC en Lex.
In 2022 sloten ze een partnerschap met Samsung, waarna tijdens de wedstrijden gebruik werd gemaakt van de Samsung Galaxy. Een jaar later werd eveneens een overeenkomst gesloten met telecombedrijf AT&T voor de levering van technologie; in ruil gingen enkele creators van Tribe Gaming zich inzetten voor AT&T.